# إيريك ألين كورنيل
إيريك ألين كورنيل (بالإنجليزية: Eric Allin Cornell) (ولد:19 ديسمبر 1961) وهو الفيزيائيُّ الذي قام هو وكارل ويمان بصناعة أول (تكاثف بوز-أينشتاين) عام 1995م. ولمجهودهما حصلا بالإضافة إلى ولفجانج كيترلي على جائزة نوبل في الفيزياء لعام 2001م.

## السيرة الشخصية
ولد إيريك في بالو ألتو، كاليفورنيا وتخرج بامتياز من كامبردج ريندرز والمدرسة الاتينية (1976-1979م) وثانوية لويل في سان فرانسيسكو. حصل على بكلوريا العلوم مع الشرف من جامعة ستانفورد، وحصل على الدكتوراه من MIT وهو حالياً بروفيسور في جامعة كولورادو وأيضاً فيزيائيٌّ في المعهد الوطني المعايير والتقنية. يقع مكتبه في JILA. وقد حصل على ميدالية لورنتز في 1998م.

## روابط خارجية
- إيريك ألين كورنيل على موقع الموسوعة البريطانية (الإنجليزية)
- إيريك ألين كورنيل على موقع مونزينجر (الألمانية)
- إيريك ألين كورنيل على موقع إن إن دي بي (الإنجليزية)